# روي ك. توماس
روي ك. توماس (بالإنجليزية: Roy K. Thomas)‏ هو لاعب كرة قدم أمريكية أمريكي، ولد في 16 يونيو 1887، وتوفي في 23 مايو 1977 في ترافيرس سيتي في الولايات المتحدة.